# RAA Louviéroise
RAA Louviéroise (celým názvem Royale Association Athlétique Louviéroise, zkráceně RAAL) byl belgický fotbalový klub z města La Louvière. Byl založen roku 1913 jako Association Athletique Louvieroise s matrikulačním číslem 93, domácím hřištěm byl Stade du Tivoli s kapacitou 13 500 míst. Klubové barvy byly zelená a bílá.
V červnu 2009 se sloučil s RACS Couillet (matrikulační číslo 94), čímž vznikl nový klub Football Couillet La Louvière.

## Logo
Klubové logo bylo ve tvaru štítu a téměř celé v zelené a bílé barvě. Ve vrchní části štítu byl zelený pás s bílým textem RAAL nahoře a LA LOUVIERE pod ním. Na štítu byla zelená hlava vlka s černobílým fotbalovým míčem. Nad štítem se nacházela zelená královská koruna.

## Úspěchy
- Belgický fotbalový pohár – 1× vítěz (2002/03)[2]
- Belgická 2. liga (Tweede Klasse) – 2× vítěz postupového play-off (1974/75, 1976/77, 1999/00)[3]

## Výsledky v evropských pohárech
| Soutěže    | Účasti | Zápasy | Výhry | Remízy | Prohry | Vstřelené góly | Obdržené góly |
| ---------- | ------ | ------ | ----- | ------ | ------ | -------------- | ------------- |
| Pohár UEFA | 1      | 2      | 0     | 1      | 1      | 1              | 2             |

| Sezóna  | Soutěž     | Kolo    | Soupeř          | Doma | Venku | Celkem | Postup  |
| ------- | ---------- | ------- | --------------- | ---- | ----- | ------ | ------- |
| 2003/04 | Pohár UEFA | 1. kolo | Benfica Lisabon | 1:1  | 0:1   | 1:2    | vyřazen |

## Známí hráči
Belgie
- Michael Cordier
- Guy Dardenne
- Fred Tilmant
- Alan Haydock
- Nordin Jbari
- Silvio Proto
- Cédric Roussel
- Thierry Siquet
- Jacques Teugels
- Benoît Thans
- Gunter Van Handenhoven
- Michel Wintacq
- Enzo Scifo

Alžírsko
- Fadel Brahami
- Rafik Djebbour
- Maamar Mamouni

Bosna a Hercegovina
- Asmir Begović

Kamerun
- Jean-Jacques Missé-Missé

Kanada
- Michael Klukowski
- Alexandre Tremblay

DR Kongo
- Michel Ngonge

Francie
- Mathieu Assou-Ekotto
- Mario Espartero
- Michaël Murcy
- Nicolas Ouédec
- Claude-Arnaud Rivenet
- Geoffray Toyes

Ghana
- George Blay

Řecko
- Stavros Glouftsis

Haiti
- Wagneau Eloi

Maďarsko
- Zoltan Kovács

Republika Makedonie
- Aco Stojkov

Maroko
- Yassine El Ghanassy

Nigérie
- Manasseh Ishiaku
- Peter Odemwingie
- Egutu Oliseh

Rumunsko
- Marius Mitu

Slovinsko
- Ante Šimundža

Turecko
- Önder Turacı

USA
- Oguchi Onyewu